# ملوود

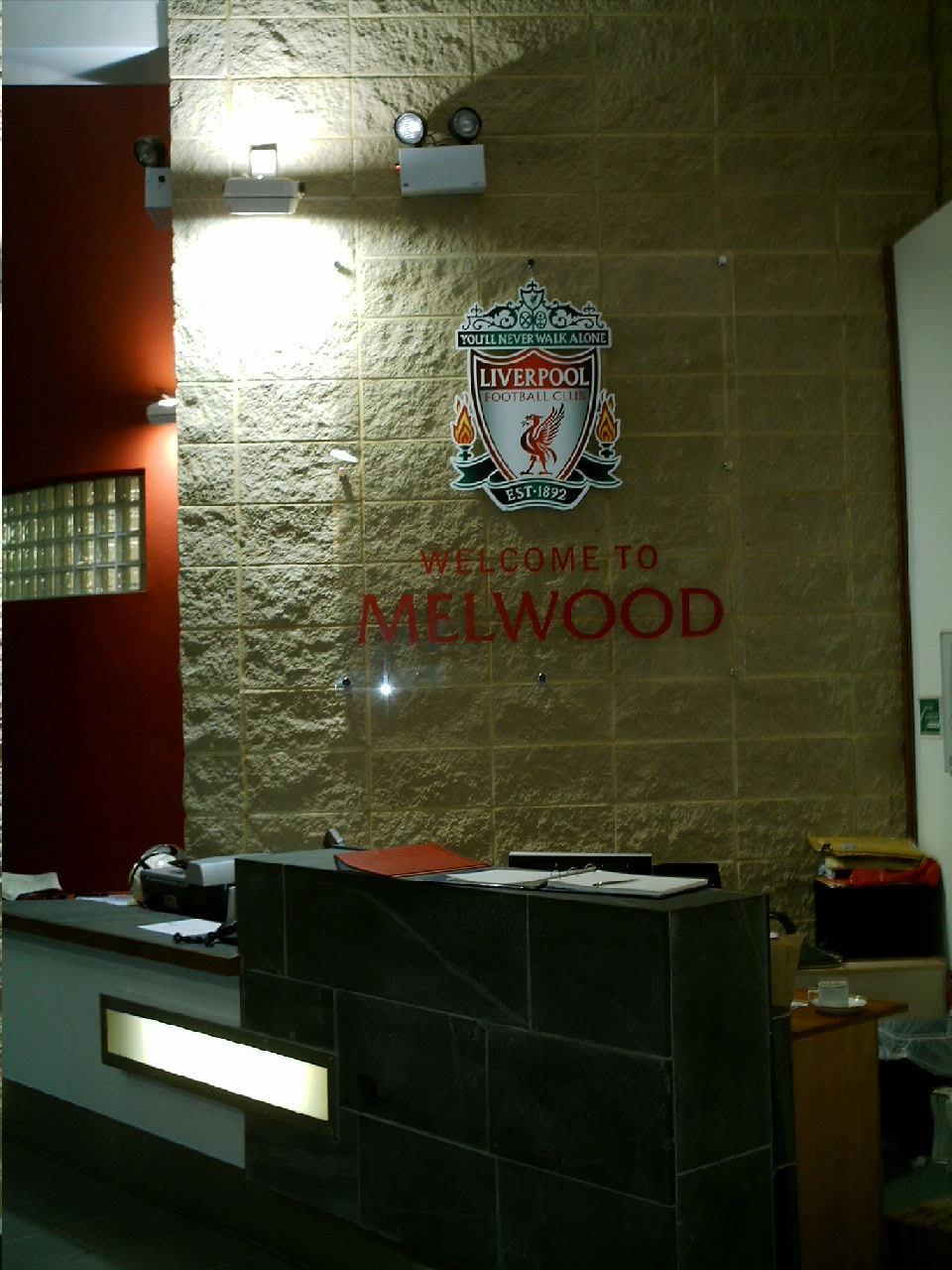
نمایی از ورودی ملوود در سال ۲۰۰۶

ملوود (به انگلیسی: Melwood) در دربی مسابقات غربی، لیورپول قرار دارد، و زمین تمرین باشگاه فوتبال لیورپول است. این محل به «آکادمی» که در کرک‌بی قرار دارد وصل نیست.